# Ossa Chasma
L'Ossa Chasma è una formazione geologica della superficie di Mimante.
Prende il nome dal monte Ossa in Grecia, con riferimento al mito secondo il quale, per dare l'assalto all'Olimpo, gli Aloadi posero sopra di esso il monte Pelio.